# Sequals
Sequals – miejscowość i gmina we Włoszech, w regionie Friuli-Wenecja Julijska, w prowincji Pordenone.
Według danych na rok 2004 gminę zamieszkuje 2146 osób, 79,5 os./km².